# Distretto di Suiyang
Il distretto di Suiyang (睢阳区S, Suīyáng QūP) è un distretto della Cina, situato nella provincia di Henan e amministrato dalla prefettura di Shangqiu.